# Zentrum für Informationsdienste und Hochleistungsrechnen
Das Zentrum für Informationsdienste und Hochleistungsrechnen (kurz ZIH) ist eine zentrale wissenschaftliche Einrichtung der Technischen Universität Dresden und verantwortlich für die gesamte universitäre Kommunikationsinfrastruktur. Es betreibt deren zentralen Server und Dienste und ist damit das Universitätsrechenzentrum. Daneben unterstützt es als interdisziplinär ausgerichtetes Zentrum die Fakultäten bei der Bearbeitung von Aufgaben in Forschung und Lehre in allen IT-relevanten Bereichen.
Wolfgang E. Nagel ist seit 2005 Direktor des ZIH, er ist außerdem Inhaber der Professur für Rechnerarchitektur an der Fakultät Informatik der TU Dresden.

## Aufgaben
Das ZIH erfüllt als zentrale wissenschaftliche Einrichtung Dienstleistungsaufgaben der Datenkommunikation und Informationsverarbeitung für Forschung, Lehre und Verwaltung sowie andere zentrale Einrichtungen. Zur Stützung dieser Aufgaben führt es eigene Forschungs- und Entwicklungsarbeiten durch. Daneben unterstützt das ZIH als interdisziplinär ausgerichtetes Zentrum die Fakultäten in allen IT-relevanten Bereichen. Als Kompetenzzentrum für High Performance Computing (HPC) mit Zugang für Wissenschaftler aus ganz Sachsen obliegt dem ZIH die Unterstützung des Hochleistungsrechnens regional, national sowie in internationalen Kooperationen. Zusätzlich zu seinem Forschungsprogramm ist das ZIH in die universitäre Lehre eingebunden und bietet neben verschiedenen Vorlesungen ganzjährig Weiterbildungsangebote und Informationsveranstaltungen an.

## Struktur
Das ZIH gliedert sich – neben Leitung und Verwaltung – in die Einheiten
- Interdisziplinäre Anwendungsunterstützung und Koordination (IAK)
- Netze und Kommunikationsdienste (NK)
- Operative Prozesse und Systeme (OPS)
- System- und Dienstentwurf (SDE)
- Verteiltes und Datenintensives Rechnen (VDR)
- Innovative Methoden des Computing (IMC)

## Geschichte

### Die Entwicklung des Universitätsrechenzentrums der TU Dresden und seiner Vorläufer in der DDR

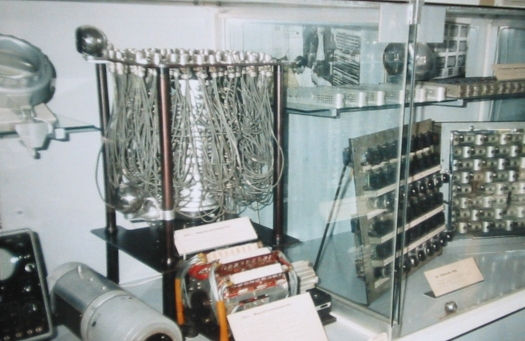
Magnetrommelspeicher des D4a von Nikolaus Joachim Lehmann

Mitte der fünfziger Jahre begannen an der TU Dresden die Planungen zum Erwerb industriell gefertigter Rechenanlagen.
Anfang der sechziger Jahre begann dann die Gründung der Hochschulrechenzentren in der DDR mit der Auslieferung von Rechentechnik. Ab der zweiten Hälfte der 1960er Jahre wurden an den mathematischen und elektrotechnischen Fakultäten und Sektionen spezielle Studienrichtungen zur Datenverarbeitung eingerichtet, z. B. unter Bezeichnungen wie Rechentechnik, Rechenelektronik, Informationsverarbeitung oder Kybernetik.
Zu den Aufgaben des Rechenzentrums gehörten neben Forschung und Lehre in Rechentechnik sowie Informationsverarbeitung auch die Planung der weiteren Entwicklung und Ausstattung sowie der Rechenbetrieb. Auch die Unterstützung und Beratung der Nutzenden in Bezug auf Software sowie die allgemeine und wissenschaftliche Beratung gehörten zum Aufgabengebiet. Zudem wurde die Schulung und Ausbildung von DV-Fachkräften entwickelt und etabliert.
Aus diesen Entwicklungen und um diese Aufgaben zu zentralisieren, erfolgte 1968 die Gründung des Universitätsrechenzentrums der TU Dresden: URZ. Im selben Jahr wurden die Ingenieurhochschule Dresden und die Technische Universität Dresden vereinigt, um die Informatikausbildung in Dresden an einem Standort zu konzentrieren. Das neugebildete Informatik-Zentrum des Hochschulwesens war mit 400 bis 500 immatrikulierten Studierenden im Direkt- und Fernstudium pro Jahr die größte akademische Informatik-Ausbildungsstätte in der DDR. Die Ende 1990 daraus hervorgegangene Fakultät Informatik der TU Dresden nutzte die Räumlichkeiten bis zu ihrem Umzug in die Nöthnitzer Straße im Jahr 2006.

### Hochleistungsrechnen am ZIH
Zwischen dem SMWK und den sächsischen RZ-Leitern bestand Konsens, dass an den Standorten TU Dresden, Universität Leipzig und TU Chemnitz gemäß den unterschiedlichen Anforderungen Rechner verschiedener Architekturen, verschiedener Hersteller, verschiedener Anwendungsbereiche und unterschiedlicher Leistung beschafft und installiert werden sollten. So hat sich neben dem Landeshochleistungsrechner in Dresden die TU Chemnitz mehr auf Cluster, die Universität Leipzig auf Parallelrechner orientiert. Alle Wissenschaftler der sächsischen Hochschulen können, wenn die Spezifika und Leistungsanforderungen ihrer Forschungsaufgaben über die lokalen Möglichkeiten hinausgehen, diese Rechner nutzen. Beim Zugang zu den Hochleistungsrechnern werden sie durch das eigene Rechenzentrum und die Kompetenzteams vor Ort unterstützt. Durch eine verstärkte Zusammenarbeit der einzelnen Kompetenzteams soll es zur Bildung eines Kompetenzverbundes „Wissenschaftliches Rechnen“ in Sachsen kommen.

### Gründung des ZIH (2005) und Schließung des Fakultätsrechenzentrums (2008)
2005 fusionierten das Universitätsrechenzentrum (URZ) und das Zentrum für Hochleistungsrechnen (ZHR) zum Zentrum für Informationsdienste und Hochleistungsrechnen (ZIH).
2008 übernahm das ZIH die Dienste und Beschäftigten des ehemaligen Fakultätsrechenzentrums (FRZ), das an der Fakultät Informatik für zentrale und verteilte IT-Dienstleistungen für Forschung, Lehre und Studium zuständig war. Dazu gehörte auch der Betrieb der dafür relevanten Server (z. B. Mail-, WWW-, Login-, Datenbank-, Media-, File- und Backup-Server). Außerdem war das FRZ für die Funktion des lokalen Datennetzes sowie für dessen Anbindung an das Campusnetz der TU Dresden verantwortlich.

### Gründung von Lehmann-Zentrum (2010) und CIDS - Center for Interdisciplinary Sciences (2021)
Das Lehmann-Zentrum der TU Dresden wurde im Mai 2010 als virtuelle Dachorganisation für Einrichtungen und Institute im Gebiet der Informatik als zentrale wissenschaftliche Einrichtung der TU Dresden für „Integrated Engineering“ gegründet. Mit dem Bau des LZR erhielt das Lehmann-Zentrum ein Gebäude für die Infrastruktur, das neben den Supercomputing-Ressourcen die zentralen IT-Systeme der TU Dresden beherbergt. [AP1] Es steht sächsischen Forschungseinrichtungen für darüberhinausgehende IT-Basisdienste offen.
Mit der Gründung des Center for Interdisciplinary Digital Science (CIDS) im Jahr 2021 wird die Idee des Lehmann-Zentrums im Hinblick auf die Planung eines Forschungsgebäudes auch inhaltlich und organisatorisch erweitert. Der Name Lehmann-Zentrum bleibt als Gebäudebezeichnung. Das ZIH wird 2022 zu einem Department des CIDS. Kurz zuvor war bereits das Center for Open Digital Innovation and Participation (CODIP) dem CIDS als Department beigetreten und das Department Speculative Transformation (DST) als CIDS-Department gegründet worden.

## Hochleistungsrechnen
Mit dem Hochleistungsrechner-/Speicherkomplex (HRSK) – einer speziell zusammengestellten Rechnerarchitektur, angepasst auf die aktuellen Bedürfnisse der Forschung – wurde 2005 ein Grundstein für das enge Miteinander von Datenintensivem Rechnen und High Performance Computing gelegt. Die Rechentechnik dient vor allem zur Forschung an Themen wie Data Analytics, Grid-Computing, Methoden der Programmierung, Optimierungsmethoden und Algorithmen der Mathematik sowie zur Beschreibung biologischer Prozesse.
Mit der Erweiterung des Hochleistungsrechner-/Speicherkomplex (HRSK-II, 2015) – Bull HPC-Cluster Taurus – stand den sächsischen Wissenschaftlern ein Supercomputer mit etwa 43.000 CPU-Kernen und einer Spitzenleistung von rund 1,6 Billiarden Rechenoperationen pro Sekunde (1,6 PFlops) zur Verfügung. Auf diesem sowie der SGI UV2000 Venus stand allen Anwendern eine Vielzahl von Anwendungsprogrammen zur Nutzung bereit. Selbstverständlich kann eigen entwickelte Software übersetzt und abgearbeitet werden.

## Mitgliedschaften
- Cray User Group (CUG)
- Deutsche Initiative für Netzwerkinformation e.V. (DINI)
- Evaluierungskommission der Leibniz-Gemeinschaft
- Gauß-Allianz (Das ZIH ist seit 2010 Mitglied der Gauß-Allianz. Dieser Zusammenschluss von 18 Mitgliedern mit 21 HPC-Zentren fördert das Thema „High Performance Computing“ (HPC) auf nationaler Ebene als eigenständige strategische Forschungsaktivität.[13])
- Internet Society German Chapter e. V.
- Kommission für IT-Infrastructure (KfR) der DFG
- ScaDS Dresden/Leipzig – Competence Center for Scalable Data Services and Solutions
- Verein zur Förderung eines Deutschen Forschungsnetzes e. V. (DFN)
- Verwaltungsrat des DFN-Vereins
- Zentren für Kommunikation und Informationsverarbeitung in Lehre und Forschung e. V. (ZKI)